# Zachary Macaulay
Zachary Macaulay, född den 2 maj 1768, död den 13 maj 1838, var en skotsk filantrop, far till Thomas Babington Macaulay, 1:e baron Macaulay.
Macaulay vistades 1784-92 på Jamaica som plantageföreståndare och drevs genom därunder vunnen erfarenhet om slavarnas lidanden till att ägna sitt liv åt kamp mot slaveriet. Han inträdde vid hemkomsten i det 1791 bildade Sierra-Leone-kompaniets tjänst och utsändes 1793 till Sierra Leone, där han blev guvernör över kompaniets koloni av frigivna slavar. Med ett kortare avbrott styrde han de bångstyriga kolonisterna till 1799 och var sedan i London kompaniets sekreterare till 1808, då kolonin övertogs av kronan. M. dref sedan till 1831 en omfattande handelsrörelse och utgav 1802-15 antislaveritidskriften "The Christian observer". Jämte sir Th.F. Buxton stiftade han 1823 "The anti-slavery society". Macaulay samarbetade flitigt och anspråkslöst med Wilberforce, Buxton och andra ledande män i striden mot slaveriet och var särskilt outtröttlig i att skaffa dem pålitligt material för deras tal och skrifter. Varmt religiös, fann han även tid till främjande av inre och yttre mission, söndagsskolor o. s. v. En minnesvård över Macaulay har rests i Westminster abbey.